# Granby (Canada)
Granby is een stad (ville) in het zuidwesten van de Canadese provincie Québec en telt 47.637 inwoners (2006).
De stad ligt ten oosten van Montréal en is het bestuurlijke centrum van de regionale gemeente La Haute-Yamaska. Granby is vernoemd naar John Manners, de Markies van Granby. De stad is de op drie na dichtstbevolkte stad in de regio Montérégie, na Longueuil, Saint-Jean-sur-Richelieu en Saint-Hyacinthe.

## Geschiedenis
De eerste vestiging in Granby vond in de achttiende eeuw plaats, toen er zich drie broers vestigden, de in eerste instantie hun naam gaven aan de nederzetting; Frost Village. In 1816 werd Granby officieel een gemeente en in 1971 kreeg het de status van een stad.

## Economie en toerisme
Granby is het regionale centrum voor meerdere industrieën, zoals die voor textiel, hout, tabak en zuivelproducten, en is ook een handelszone. Daarnaast is het een toeristische stad, in verband met de aanwezigheid van de Granby Zoo, gesticht door burgemeester Horace Boivin.
Granby heeft elk jaar in juli het Fête des Mascottes (Mascottefestival). Het is ook de locatie van het jaarlijkse "Festival de la chanson de Granby" (Songfestival van Granby), waar meerdere artiesten door de jaren zijn ontdekt, zoals Jean Leloup.

## Stedenband
- Saint-Étienne, Frankrijk

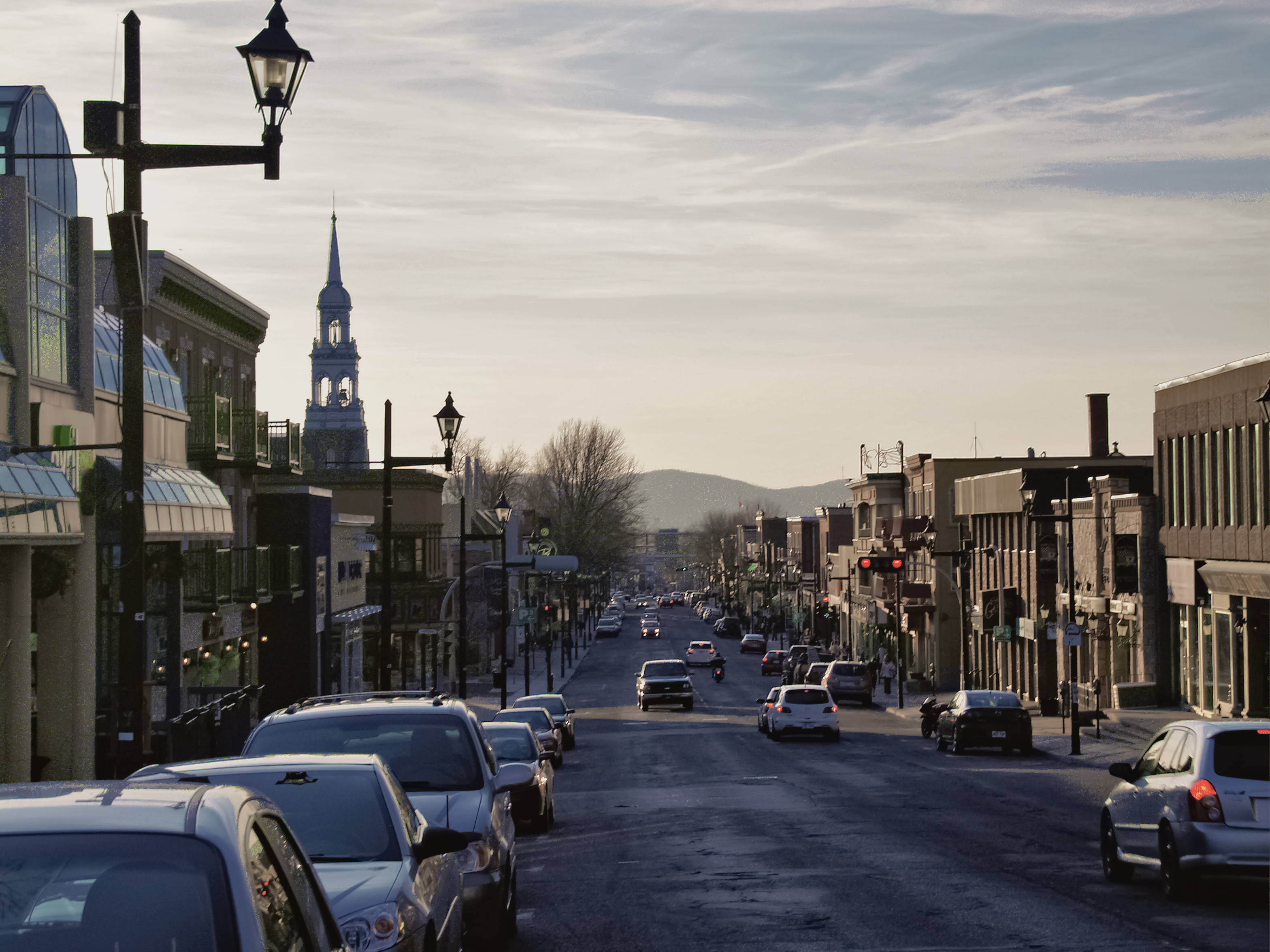